# Paratriasina
Paratriasina es un género de foraminífero bentónico de la subfamilia Triasininae, de la familia Involutinidae, del suborden Involutinina y del orden Involutinida. Su especie tipo es Paratriasina jiangyouensis. Su rango cronoestratigráfico abarca el Ladiniense Triásico medio.

## Clasificación
Paratriasina incluye a las siguientes especies:
- Paratriasina jiangyouensis